# Lanka
Lanka è una suddivisione dell'India, classificata come town committee, di 34.386 abitanti, situata nel distretto di Nagaon, nello stato federato dell'Assam. In base al numero di abitanti la città rientra nella classe III (da 20.000 a 49.999 persone).

## Geografia fisica
La città è situata a 25° 55' 00 N e 92° 57' 02 E.

## Società

### Evoluzione demografica
Al censimento del 2001 la popolazione di Lanka assommava a 34.386 persone, delle quali 17.841 maschi e 16.545 femmine. I bambini di età inferiore o uguale ai sei anni assommavano a 4.382, dei quali 2.246 maschi e 2.136 femmine. Infine, coloro che erano in grado di saper almeno leggere e scrivere erano 25.135, dei quali 13.876 maschi e 11.259 femmine.